# ポルトメトロ
ポルトメトロ（ポルトガル語: Metro do Porto）は、ポルトガルの都市であるポルト市内に存在するライトレールおよび地下鉄、もしくはその運営組織の名称。2002年から営業運転を開始しており、2020年現在はポルト中心部とポルト都市圏を構成する各地域を結ぶ大規模な路線網を有する。そのうち多くの区間がポルトガル鉄道の路線から転換されている事から、トラムトレインとして扱われる場合もある。

## 概要

### 歴史
ポルトガル第2の都市であるポルトでは第二次世界大戦以降スプロール化が進行し、ポルト都市圏を構成する郊外地域の人口増加によって道路の慢性的な混雑が大きな課題となっていた。その状況を改善するため、1989年にポルト都市圏にライトレールの建設計画が発表され、1992年の承認を経て翌1993年8月6日に運営組織となる「ポルトメトロ」（Metro do Porto, S.A.）が設立された。
その後、ポルト中心部の地下区間を含んだ第1段階となる4つの系統の建設計画が決定した後、国際入札を経て建設権および開通後5年間の運営権を獲得した複数企業によるコンソーシアムであるノルメトロ（Normetro）によって1999年から本格的な建設が開始された。最初の路線となったマトジニョシュ方面の路線については、地上区間はそれまでポルトガル鉄道が運営していたメーターゲージ（軌間1,000 mm）の非電化路線を改軌や電化（直流750 V）、施設の整備などによりライトレールに転換した一方、ポルト中心部については世界遺産にも認定されている景観の保護を目的に新規の地下区間を建設する事になり、2000年から掘削工事が実施された。これらの建設に必要となった費用についてはポルト都市圏自治体に加えてポルトガル政府や欧州連合からの融資を受けており、総額は13億ユーロと当時のヨーロッパの都市交通事業では最大となった。
トンネルへの地下水の噴出を始めとした障害は発生したものの、2002年にこの地下区間の建設など一連の工事が完了し、試運転を経て同年の12月7日に最初の路線となるA線が営業運転を開始した。その後は第1段階となる残りの3系統に関する建設工事が続き、2006年までに全路線が開通した。更に同年にはポルトの国際空港であるフランシスコ・サ・カルネイロ空港と接続するE線も営業運転を開始している。以降もポルトメトロの路線網の拡張は続いており、2011年1月2日にはF線が新たに開通した他、同年10月5日および2024年6月28日にはD線の延伸が行われ、同年時点で総延長80.1 kmという大規模な路線網が築かれている。

### トンネルの建設に関して

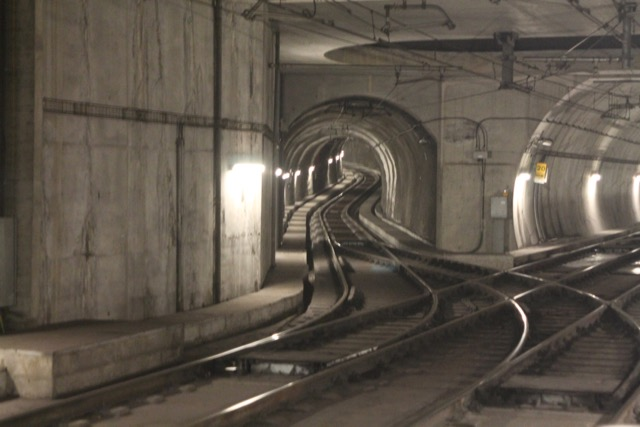
ポルトメトロの地下トンネル（2012年撮影）

ポルトガル第2の都市ポルトは、古生代末期に生成された2種類の雲母花崗岩によって構成された地形を有している。この花崗岩の頑丈さに加え、風化による不均一な地盤や多量の地下水によってポルト都市圏では地下トンネルの建設が困難であるとされており、1950年代から構想されていた地下鉄が長年実現しなかった大きな要因となっていた。そこで、ポルトメトロのトンネルの建設においては掘削や排土、推進などの機能を全て有する土圧式シールド工法を始めとした最新の技術や機器が導入されている他、建設に際しては地上への影響を防ぐための施策も多数行われている。

### ドン・ルイス1世橋

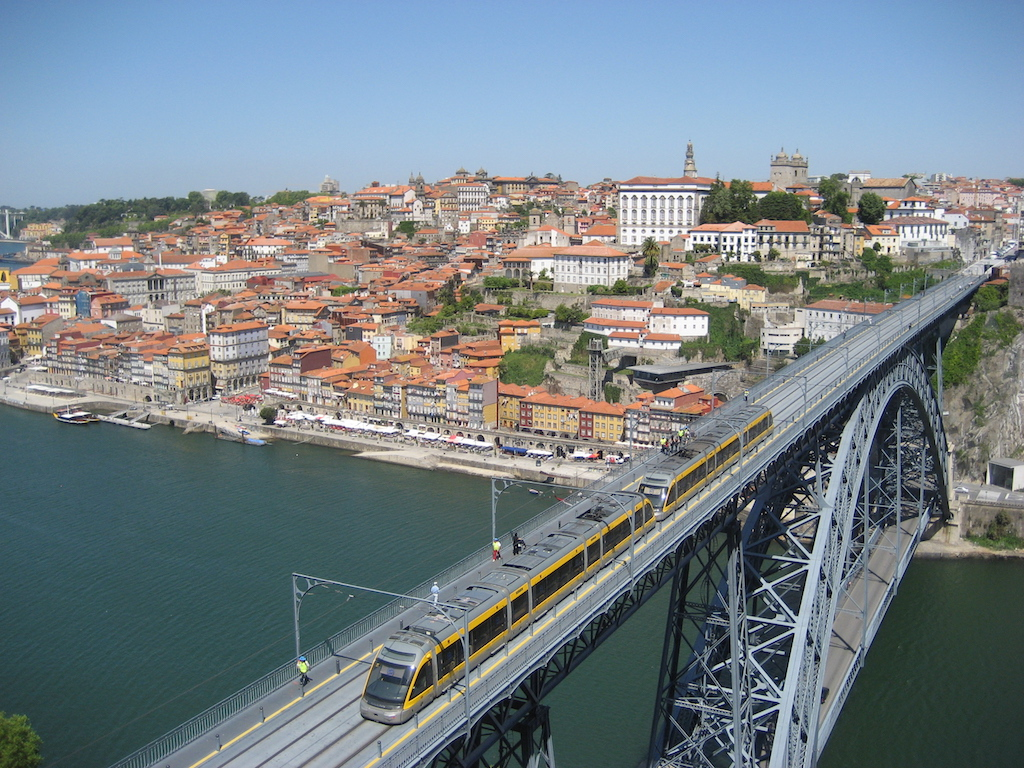
ドン・ルイス1世橋を渡る列車（2009年撮影）

2005年に開通したD線には、世界遺産にも認定されているドン・ルイス1世橋を渡る区間が存在する。ドウロ川を渡りポルトの旧市街地とガイア地区を結び2階建て構造を有するこの橋梁は開通当初から上下階とも自動車が通行していたが、D線開通に合わせて上階がポルトメトロと歩行者の専用道へ転換された経緯を持つ。これに伴い、ドウロ川の上流に迂回用の自動車専用橋が新設されている。

## 運行

### 系統

駅一覧（2017年時点）
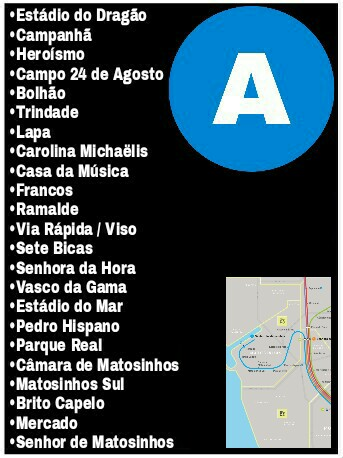
A線
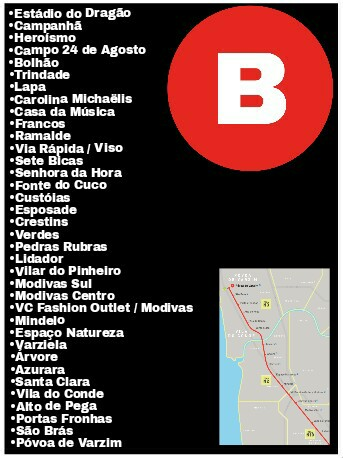
B線
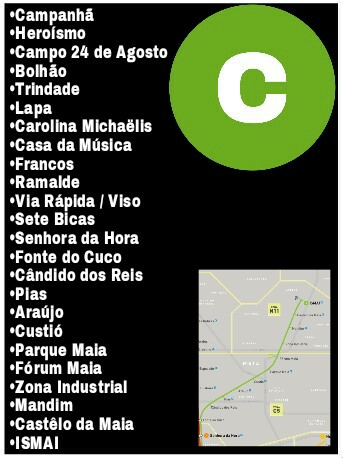
C線
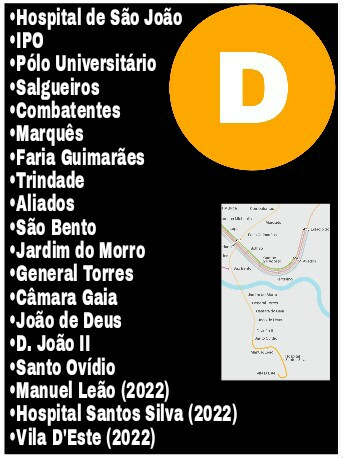
D線
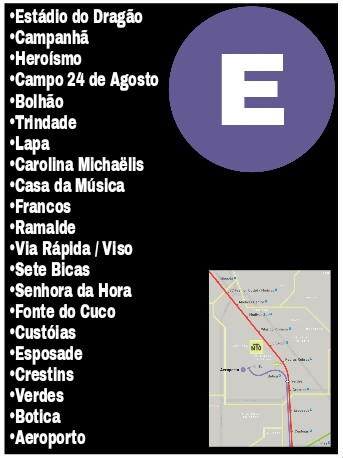
E線
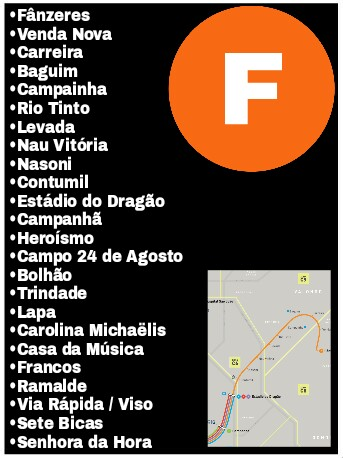
F線

2024年現在、ポルトメトロは全長78 kmの路線内で以下の系統を運行している。全路線のうち50 kmは前述の通りポルトガル鉄道のメーターゲージ区間の転換路線である一方、地下区間7.7 kmを含めた残りの区間は新規に建設されたものである。ポルトメトロの系統はアルファベットによる名称に加え、色を用いた区別もなされている。
| 系統番号 | 起点              | 終点              | 開通年月      | 使用車両                 | 備考                                                           |
| -------- | ----------------- | ----------------- | ------------- | ------------------------ | -------------------------------------------------------------- |
| A        | Estádio do Dragão | Sr. de Matosinhos | 2002年12月7日 | ユーロトラム             | 平日は深夜の一部列車が区間運転を実施                           |
| B        | Estádio do Dragão | Póvoa de Varzim   | 2005年3月13日 | フレキシティ・スウィフト | [ 29 ]                                                         |
| Bx       | Estádio do Dragão | Póvoa de Varzim   | 2005年3月13日 | フレキシティ・スウィフト | Senhora da Hora - Póvoa de Varzim間は一部駅を通過 平日のみ運行 |
| C        | Campanhã          | ISMAI             | 2005年7月30日 | フレキシティ・スウィフト | [ 29 ]                                                         |
| D        | Hospital S. João  | Vila D’Este       | 2005年9月18日 | ユーロトラム             | [ 29 ] [ 12 ]                                                  |
| E        | Estádio do Dragão | Aeroporto         | 2006年5月27日 | ユーロトラム             | [ 29 ]                                                         |
| F        | Fânzeres          | Senhora da Hora   | 2011年1月2日  | ユーロトラム             | [ 30 ]                                                         |

- 駅一覧（2017年時点）
- A線
- B線
- C線
- D線
- E線
- F線

## 運賃
ポルトメトロを含めたポルト市内の公共交通機関ではアンダンテ（Andante）と呼ばれる非接触式ICカードが用いられている。運賃はゾーン制によって定められており、最低運賃は1.2ユーロ（2ゾーン間）である他、特定の区間で24時間の間なら何度でも利用可能な「アンダンテ24（Andante 24）」も発行されている（最低運賃は4.15ユーロ）。また、観光客向けに展開されている「アンダンテ・ツアー（Andante Tour）」はゾーンを問わず利用可能であり、24時間分（アンダンテ・ツアー1）は7ユーロ、72時間分（アンダンテ・ツアー3）は15ユーロで購入する事が出来る。運賃の支払い方法には信用乗車方式が用いられており、乗車の際には各駅に存在する黄色の検札機にカードを接触させる必要がある。
他にも、美術館の無料入場やレストラン・施設などの割引特典が存在する観光客向けのポルトカード（Porto Card）には、指定された時間内でこれらの公共交通機関が無制限で利用可能な種類も存在する。

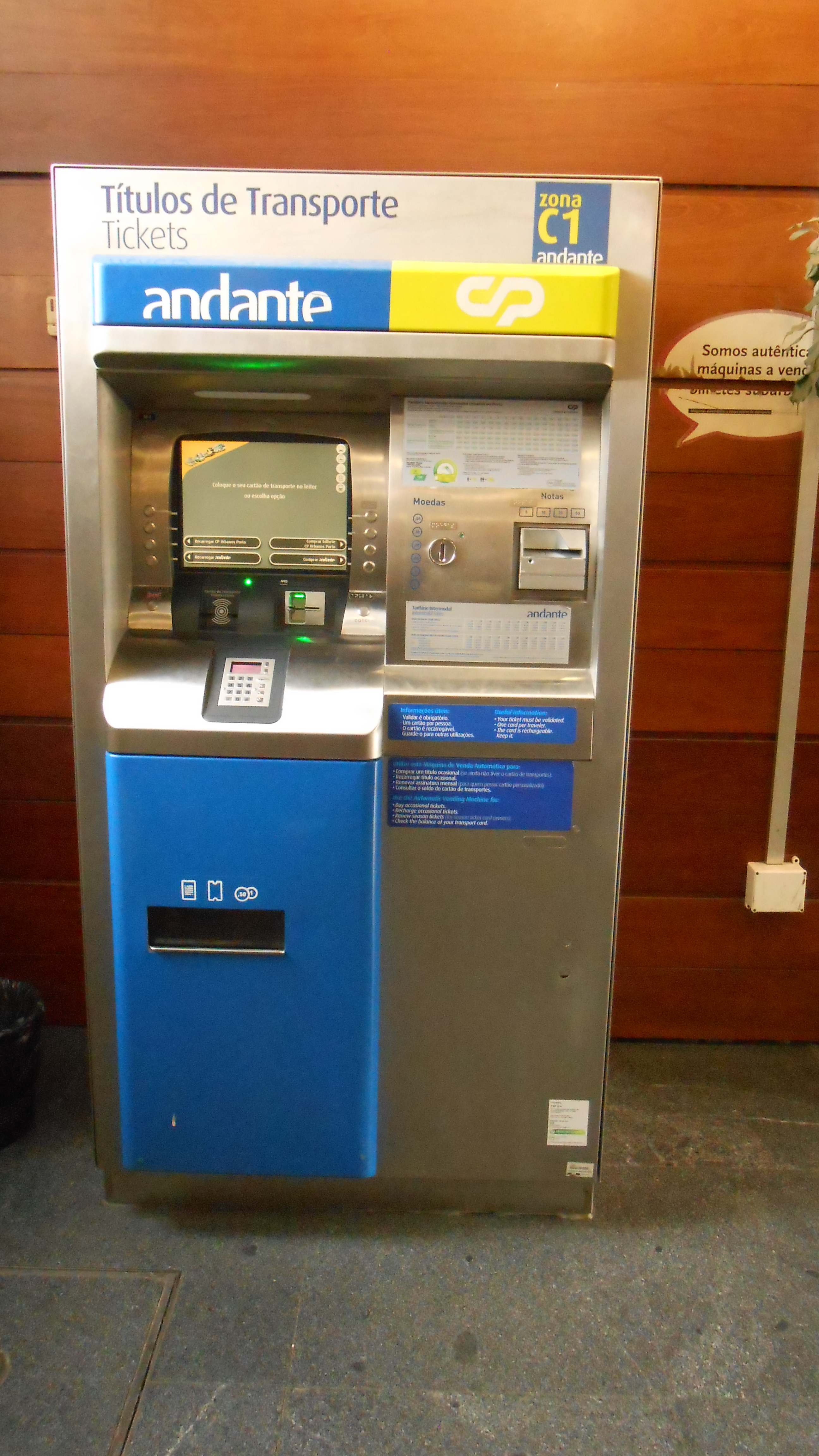
"アンダンテ"の券売機（2017年撮影）
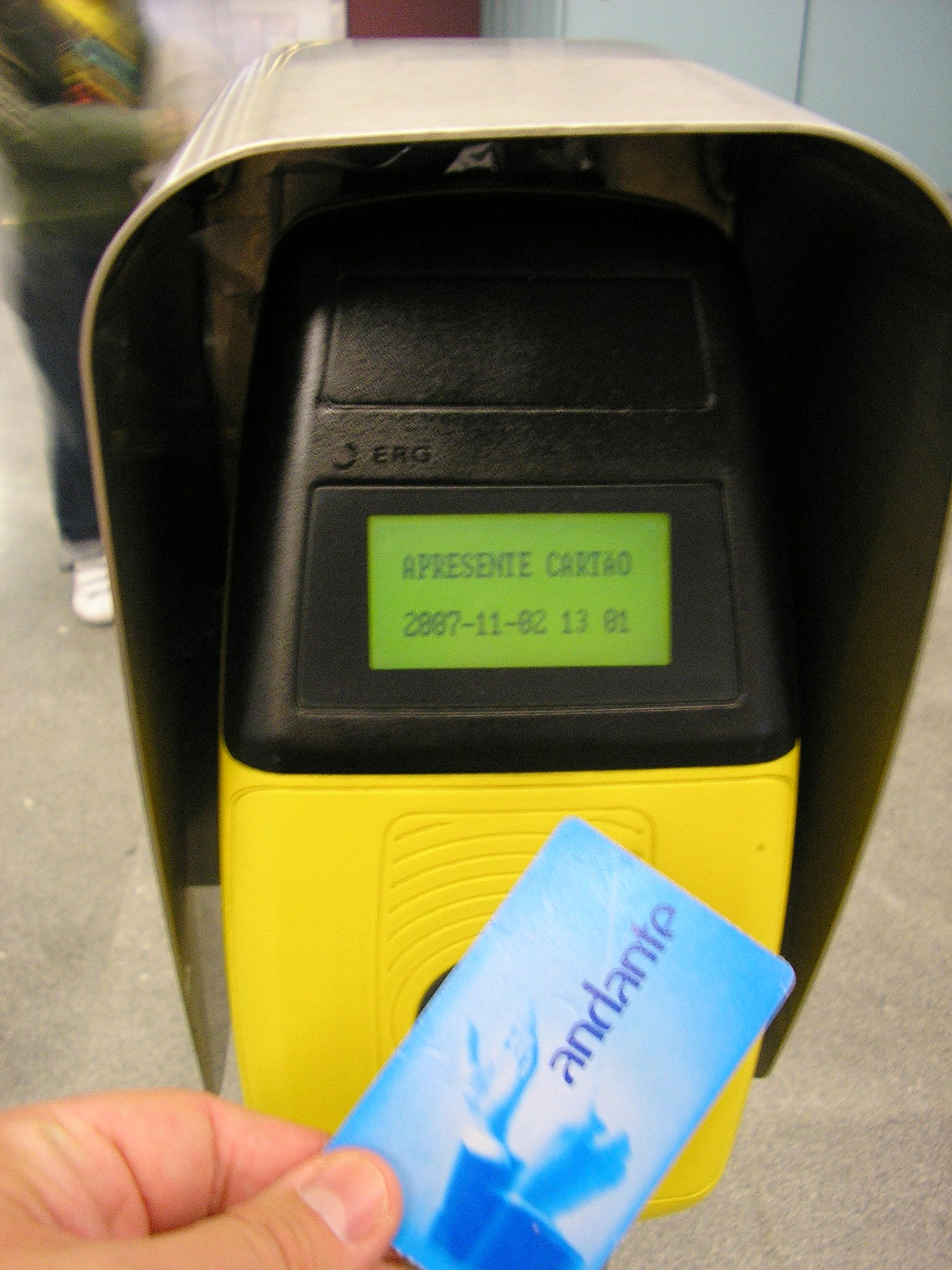
各駅に設置されている検札機と"アンダンテ"（2006年撮影）

## 車両
ポルトメトロに在籍するライトレール用車両は全て低床構造を有する両運転台式の連接車で、2020年時点の在籍車両はコンソーシアム「ノルメトロ（Normetro）」の出資企業の1つであったアドトランツを吸収したボンバルディア・トランスポーテーションが製造したものである。ボンバルディアはこれらの車両に加え、信号システム（Cityflo 250）や列車集中制御装置、車両基地の設計を担当している。

### ユーロトラム（フレキシティ・アウトルック）

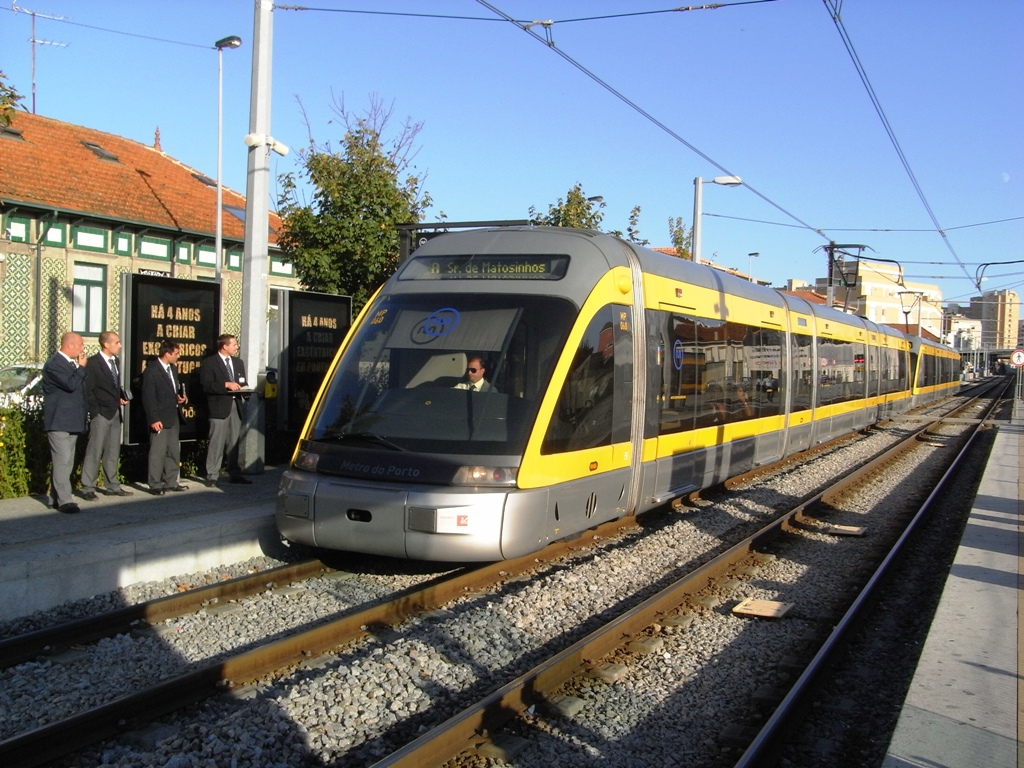
ユーロトラム（フレキシティ・アウトルック）
（2008年撮影）

流線型の前面を持つ、フローティング車体を備えた7車体連接車。車体全体が床上高さ350 mmの低床構造で、耐火性に長けた内装や頑丈な車体外板を用いる事で安全性の強化が図られている。
開通に備えて72両の発注が行われ、2004年までに全車の導入が完了した。製造はポルトガルのアマドラにあるボンバルディアの工場で実施された。同型車両はフランスのストラスブール（ストラスブール・トラム）やイタリアのミラノ（ミラノ市電）にも導入されたが、このポルトメトロ向け車両が2020年時点でユーロトラム最後の新造車両となっている。

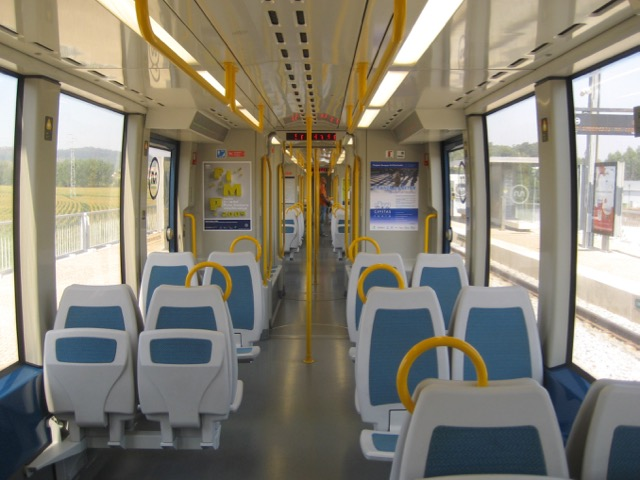
車内（2009年撮影）
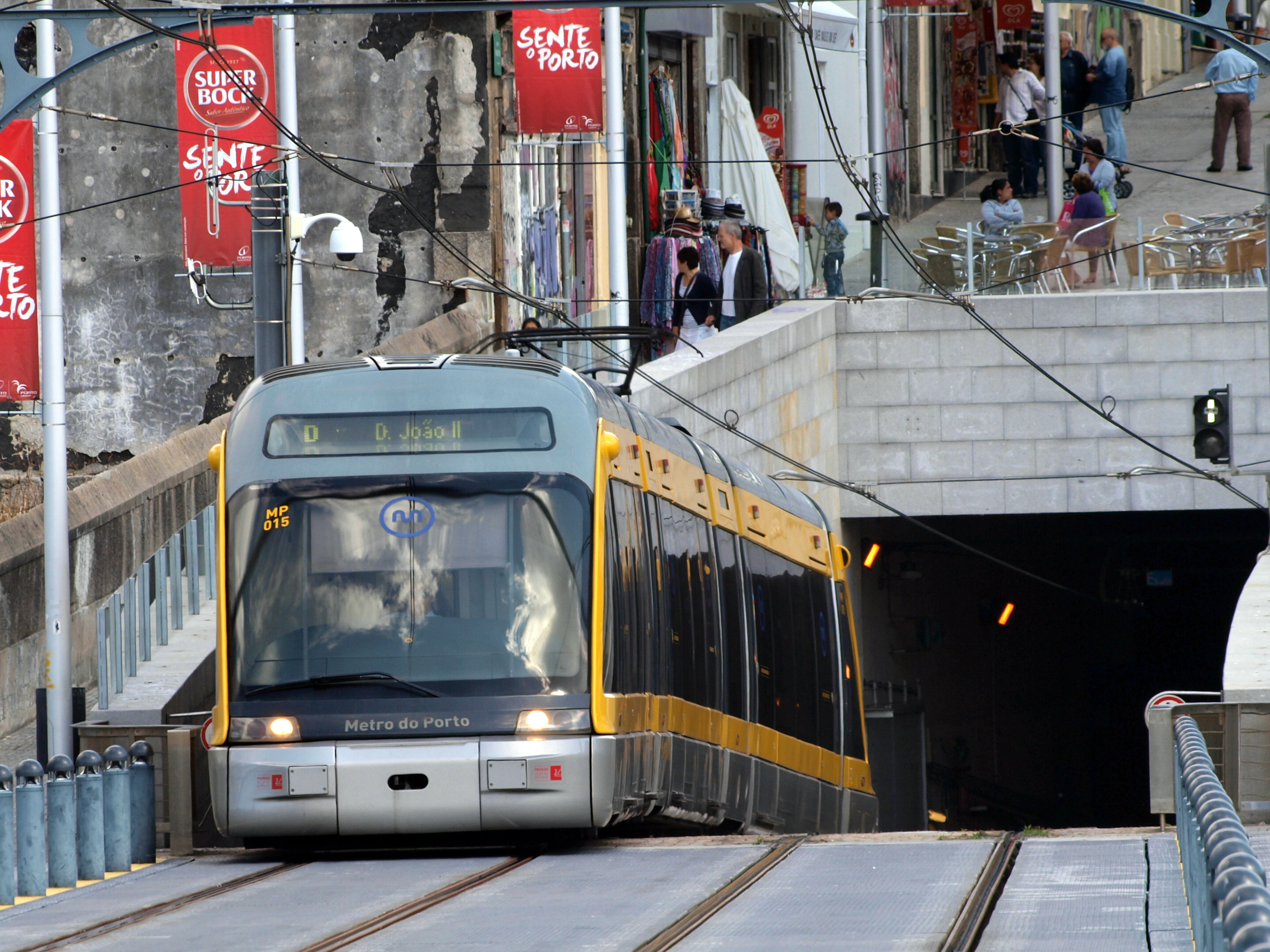
地下区間から地上区間へのランプを登るユーロトラム（2011年撮影）
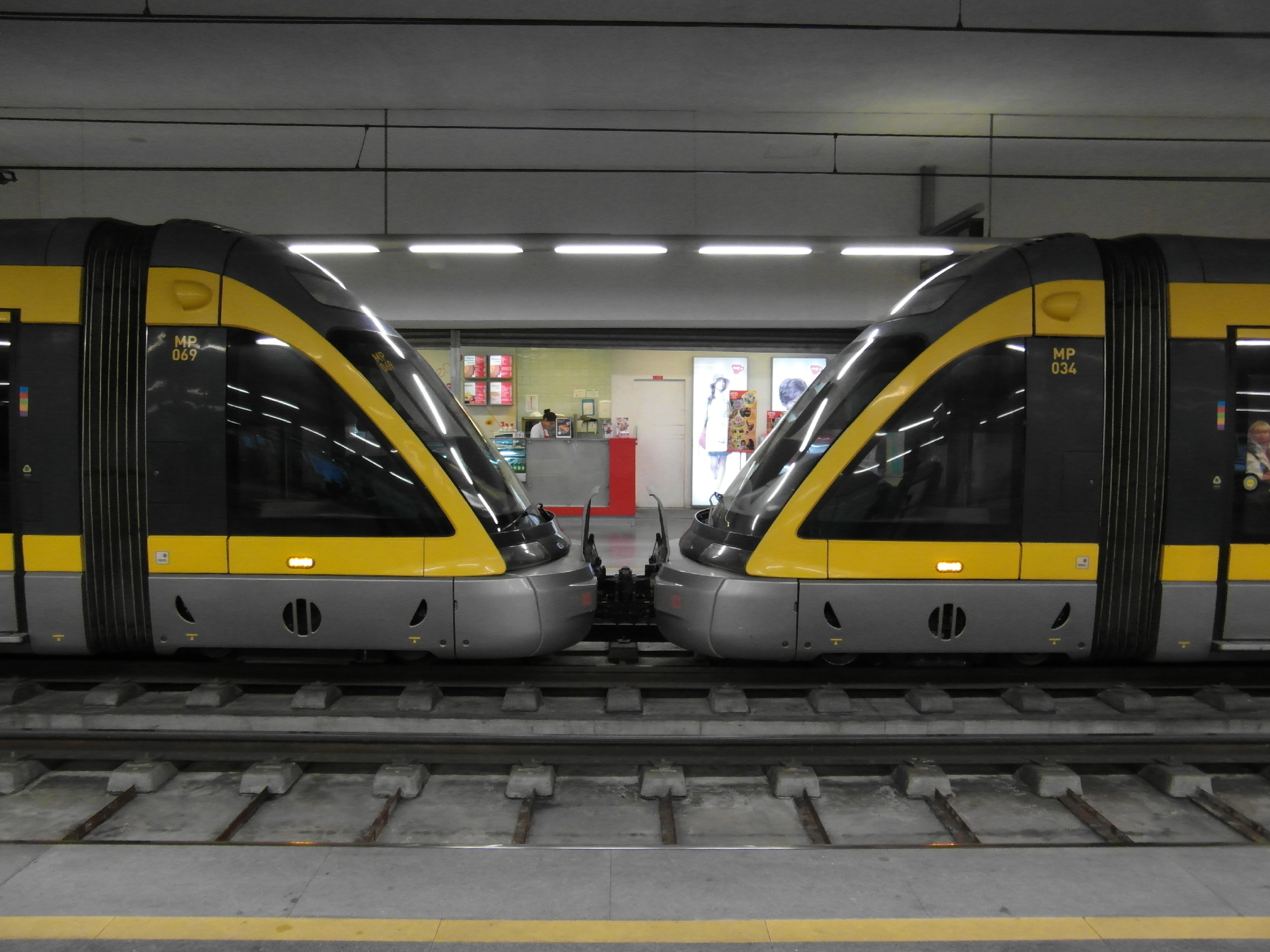
連結運転を実施するユーロトラム（2012年撮影）

| ユーロトラム 主要諸元 | ユーロトラム 主要諸元 | ユーロトラム 主要諸元 | ユーロトラム 主要諸元 | ユーロトラム 主要諸元 | ユーロトラム 主要諸元 | ユーロトラム 主要諸元                  |
| 製造年                | 総数                  | 軌間                  | 編成                  | 運転台数              | 軸配置                | 備考・参考                             |
| --------------------- | --------------------- | --------------------- | --------------------- | --------------------- | --------------------- | -------------------------------------- |
| 2001-04               | 72両                  | 1,435mm               | 7車体連接車           | 両運転台              | Bo Bo 2 Bo            | [ 9 ] [ 3 ] [ 4 ] [ 37 ] [ 38 ] [ 40 ] |
| 全長                  | 全幅                  | 全高                  | 床面高さ              | 低床率                | 車輪経                | [ 9 ] [ 3 ] [ 4 ] [ 37 ] [ 38 ] [ 40 ] |
| 35,002mm              | 2,650mm               | 3,300mm               | 350mm                 | 100%                  | 550mm                 | [ 9 ] [ 3 ] [ 4 ] [ 37 ] [ 38 ] [ 40 ] |
| 最高速度              | 重量                  | 着席定員              | 立席定員              | 主電動機出力          | 編成出力              | [ 9 ] [ 3 ] [ 4 ] [ 37 ] [ 38 ] [ 40 ] |
| 80km/h                | 40.5t                 | 80人                  | 215人                 | 12kw                  | 312kw                 | [ 9 ] [ 3 ] [ 4 ] [ 37 ] [ 38 ] [ 40 ] |

### フレキシティ・スウィフト

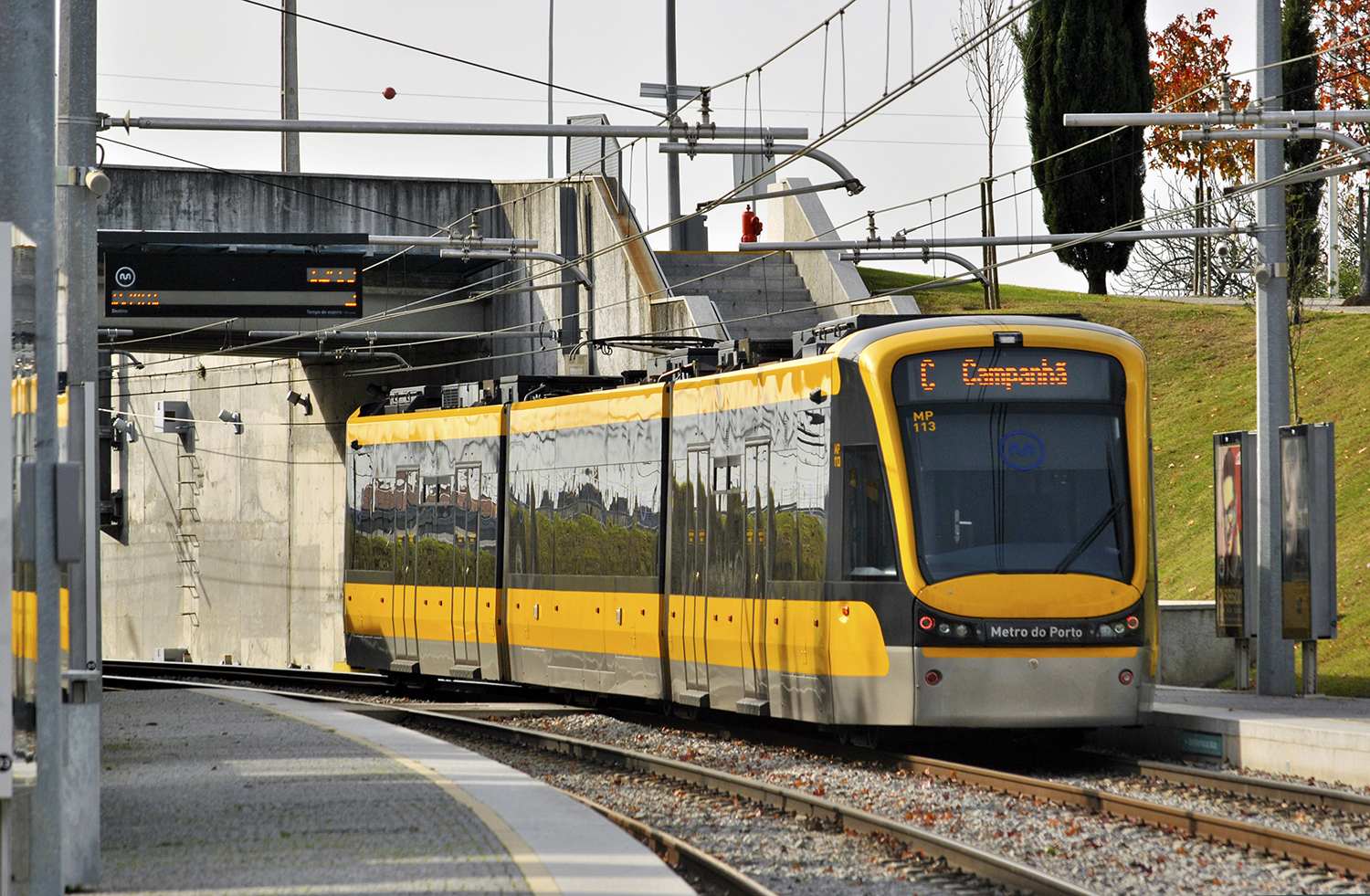
フレキシティ・スウィフト
（2012年撮影）

トラムトレインにも位置付けられる長距離系統のB線やC線向け車両として導入された3車体連接車。最高速度100 km/hという高速運転を実施する事から台車は全て動力台車で、そのうち前後の台車は車軸付きのボギー台車となっているためその部分は高床構造となっている一方、長距離運転に備え座席数はユーロメトロよりも多い他、幅が広い両開きの乗降扉は全て前後車体の低床部分に設置されている。また、この前後車体には自転車や車椅子が設置可能なフリースペースが備わっている。制動装置には回生ブレーキが用いられており、消費電力の削減が図られている。
2006年にボンバルディアへの発注が行われた後、2009年から営業運転を開始した。2020年現在は30両が在籍する。

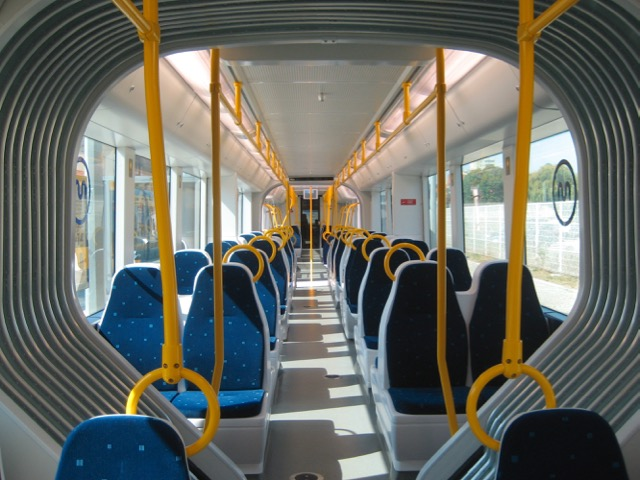
車内（2009年撮影）
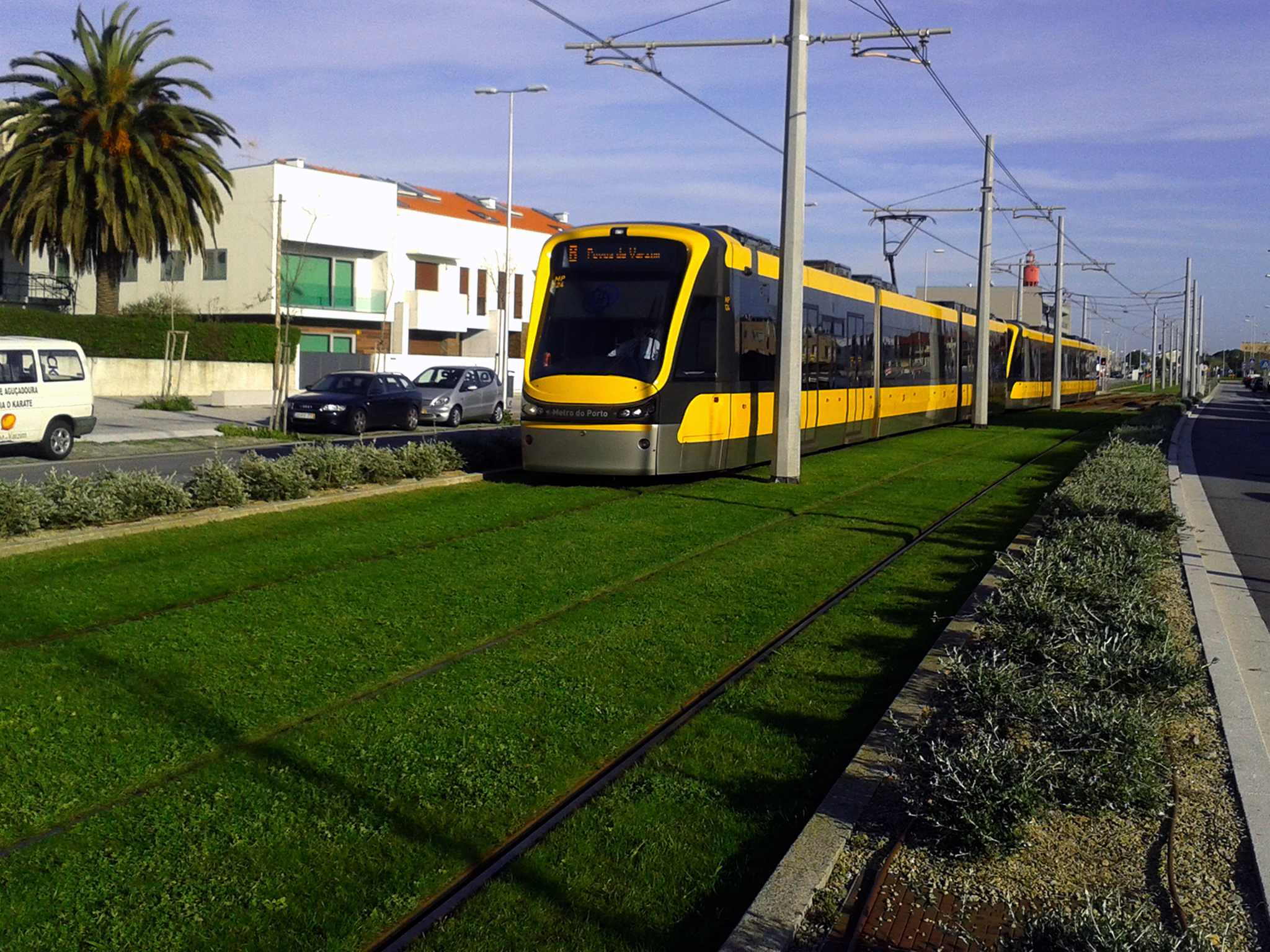
緑化軌道上を走行するフレキシティ・スウィフト（2013年撮影）
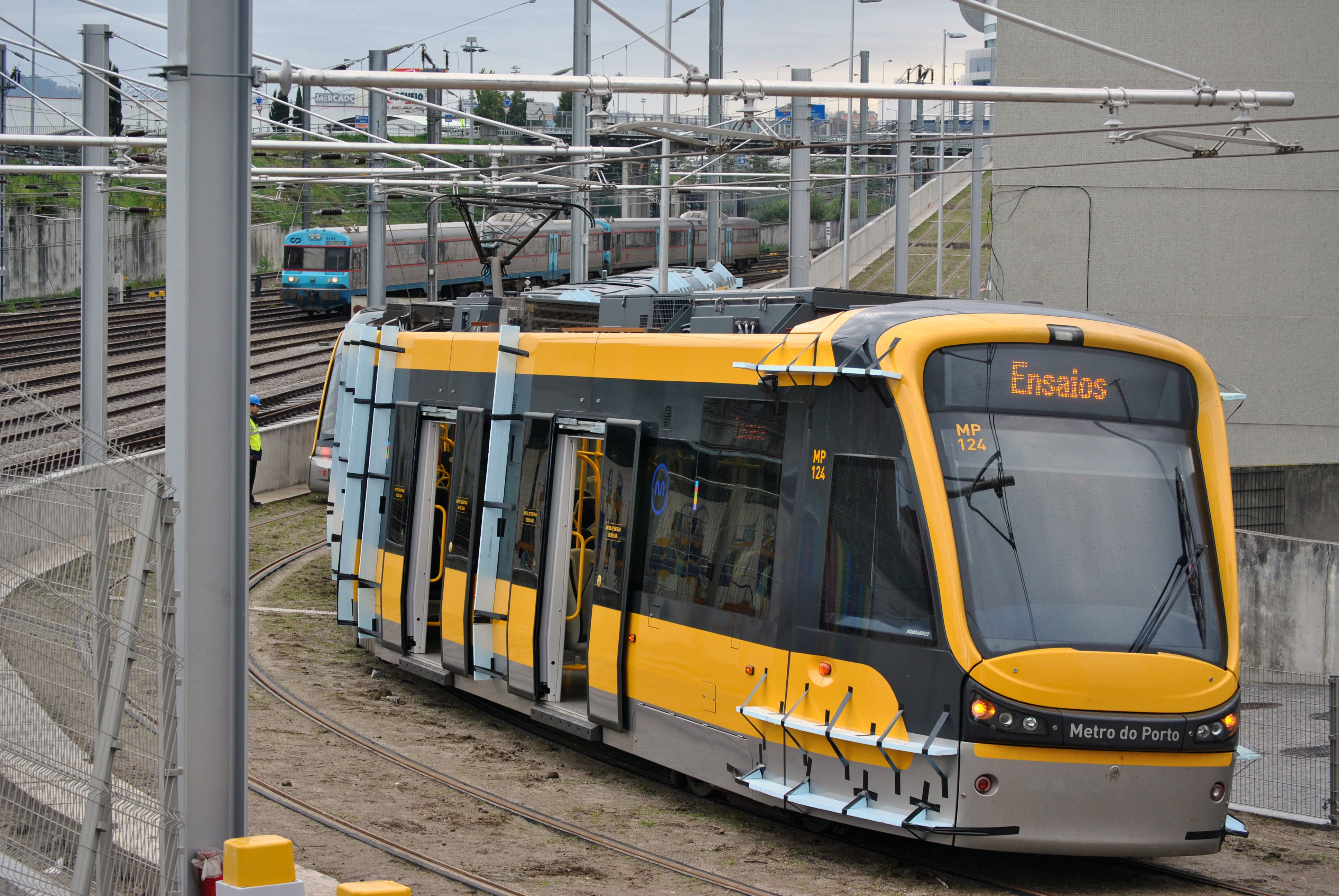
新規開通区間の試験に用いられたフレキシティ・スウィフト（2011年撮影）

| フレキシティ・スウィフト 主要諸元 | フレキシティ・スウィフト 主要諸元 | フレキシティ・スウィフト 主要諸元 | フレキシティ・スウィフト 主要諸元 | フレキシティ・スウィフト 主要諸元 | フレキシティ・スウィフト 主要諸元 | フレキシティ・スウィフト 主要諸元  |
| 製造年                            | 総数                              | 軌間                              | 編成                              | 運転台数                          | 軸配置                            | 備考・参考                         |
| --------------------------------- | --------------------------------- | --------------------------------- | --------------------------------- | --------------------------------- | --------------------------------- | ---------------------------------- |
| 2008-09                           | 30両                              | 1,435mm                           | 3車体連接車                       | 両運転台                          | Bo' Bo Bo Bo'                     | [ 10 ] [ 41 ] [ 35 ] [ 42 ] [ 43 ] |
| 全長                              | 全幅                              | 全高                              | 床面高さ                          | 低床率                            | 車輪経                            | [ 10 ] [ 41 ] [ 35 ] [ 42 ] [ 43 ] |
| 37,070mm                          | 2,650mm                           | 3,500mm                           | ？                                | 70%                               | ？                                | [ 10 ] [ 41 ] [ 35 ] [ 42 ] [ 43 ] |
| 最高速度                          | 重量                              | 着席定員                          | 立席定員                          | 主電動機出力                      | 編成出力                          | [ 10 ] [ 41 ] [ 35 ] [ 42 ] [ 43 ] |
| 100km/h                           | 52.6t                             | 100人                             | 148人                             | 125kw                             | ？                                | [ 10 ] [ 41 ] [ 35 ] [ 42 ] [ 43 ] |

## 関連項目

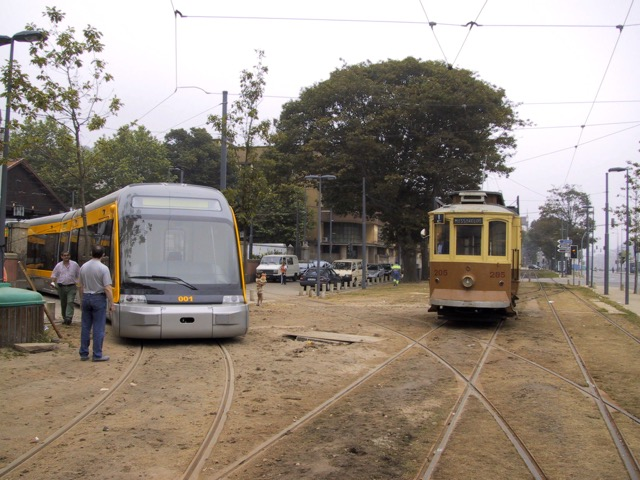
ポルトメトロのユーロトラム（左）と並ぶポルト市電の電車（右）（2001年撮影）
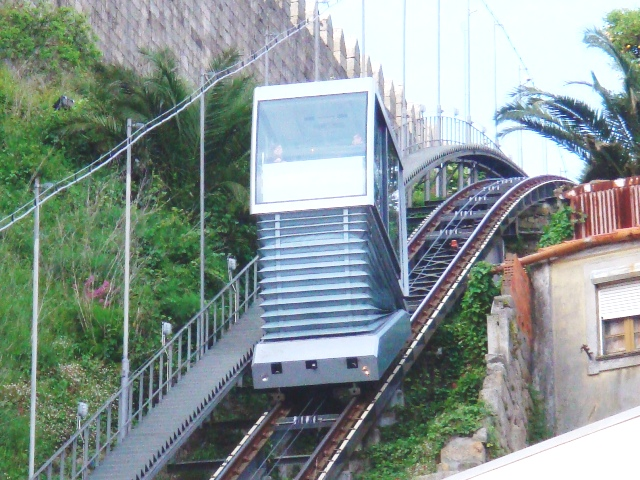
グインダイス・ケーブルカー（2010年撮影）

## 今後の予定

### 路線の延伸
ポルトメトロはポルト都市圏に約100 kmの路線網を広げる計画が当初から存在しており、2024年の時点ではたな路線となるG線（Praça da Liberdade - Casa da Música、全長3.1 km、駅4箇所）の建設が進められている。欧州連合からの助成金も用いる形で2022年後期から工事が開始されており、2025年中の開通を目標としている。また、新たにH線（Casa da Música - Santo Ovídio、全長6.3 km、駅8箇所）の建設も進行中で、こちらは2026年の開通を予定している。

### 車両の増備

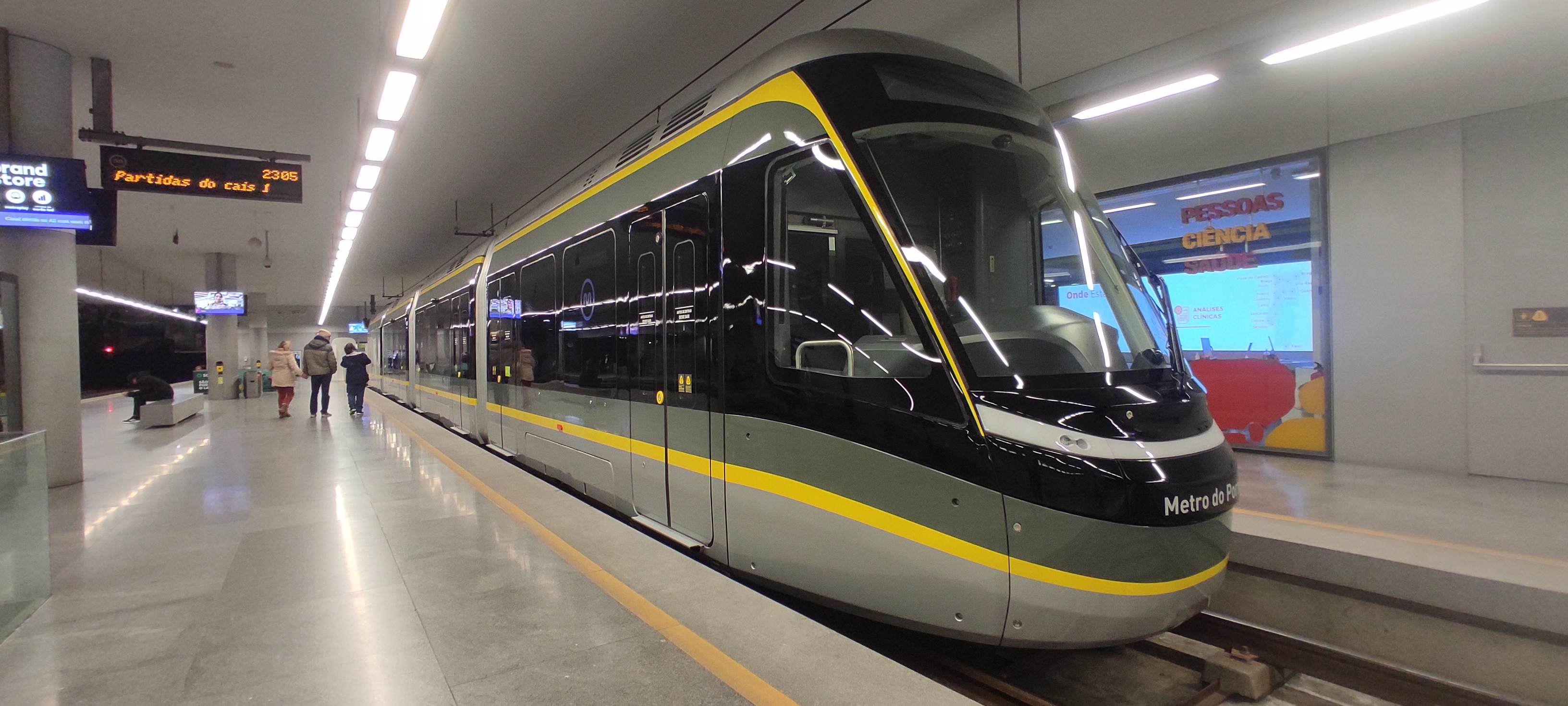
唐山軌道客車製電車（2023年撮影）

延伸計画に伴う車両数の増強に向けて、2018年にポルトメトロは新型電車製造に関する入札を実施し、選考により決定した中国の中国中車唐山軌道客車と翌2019年12月に製造契約を交わした。シーメンスとのライセンス契約の元で同社が生産している路面電車車両の1つで、定員252人（着席64人）、最高速度80 km/h、各車両に台車を有する低床構造の4車体連接車である。2023年2月に最初の車両が納入されており、以降全18両が導入される予定となっている。